# Lotzorai
Lotzorai település Olaszországban, Szardínia régióban, Ogliastra megyében. Lakosainak száma 2118 fő (2023. január 1.). Lotzorai Girasole, Tortolì, Triei, Villagrande Strisaili, Baunei és Talana községekkel határos.

## Népesség
A település lakossága az elmúlt években az alábbi módon változott:
| Lakosok száma | 2185 | 2157 | 2118 |
|               | 2017 | 2018 | 2023 |